# غاودانة زار (خسرو أباد)
غاودانة زار (بالفارسية: گاودانه زار) هي قرية تقع في إيران في قسم خسرو أباد الريفي. يقدر عدد سكانها بـ 11 نسمة بحسب إحصاء 2016.